# 김나현 (피겨스케이팅 선수)
김나현(2000년 1월 3일~)은 대한민국의 피겨스케이팅 선수이다. 2016년 CS 롬바르디아 트로피 은메달리스트이며 두 차례 국제빙상연맹 피겨스케이팅 선수권 대회에서 상위 10위 안에 들었다.

## 경력

### 초기 경력
김나현은 2006년부터 스케이트를 배우기 시작했다. ISU 주니어 그랑프리(JGP) 데뷔는 2013년 8월에 이루어졌다. 라트비아 리가에서 5위를 차지한 후 다음 달 폴란드 그단스크에서도 같은 결과를 얻었다. 쇼트 프로그램에서 14위를 기록했으며 불가리아 소피아에서 열린 2014년 세계 주니어 선수권 대회에서 프리 스케이트 출전권을 얻었고, 종합 10위를 기록했다.
김나현의 첫 시니어 국제 대회는 대만 타이베이시에서 열린 2016년 4대륙 선수권 대회였다. 두 부문 모두 8위를 차지한 후 9위를 차지했다.

### 2016-17 시즌
김나현은 2016년 9월 이탈리아 베르가모에서 열린 롬바르디아 트로피 챌린저 시리즈 대회에서 은메달을 획득했다. 그랑프리 데뷔전을 치른 김나현은 10월 말 2016 스케이트 캐나다 인터내셔널에서 8위를 차지했다.
2017년 1월 한국선수권에서는 동메달을 획득했다. 2017년 강릉시의 4대륙 선수권 대회에서 쇼트 프로그램에서 17위에 올랐으나 다음 부문을 앞두고 기권했다. 양쪽 발목에 염증이 있었고 허벅지에 통증이 있었다. 일주일 후, 2017 세계 선수권 대회 불참을 결정했다.